# 居庸關戰鬥 (抗日戰爭)
居庸關戰鬥發生於1937年8月11－25日，地點則是在中國察哈爾省東南一帶。是抗日戰爭主要戰鬥之一，交戰一方為守軍之國民革命軍，另一方則為日軍。中國軍隊領導者為湯恩伯、王仲廉、李仙洲及王萬齡，日軍方面領軍者則為酒井及板垣征四郎。此戰鬥，日軍施放毒氣並以戰車猛攻，中華民國國軍傷亡慘重，於25日撤至懷來縣。